# Islamar III

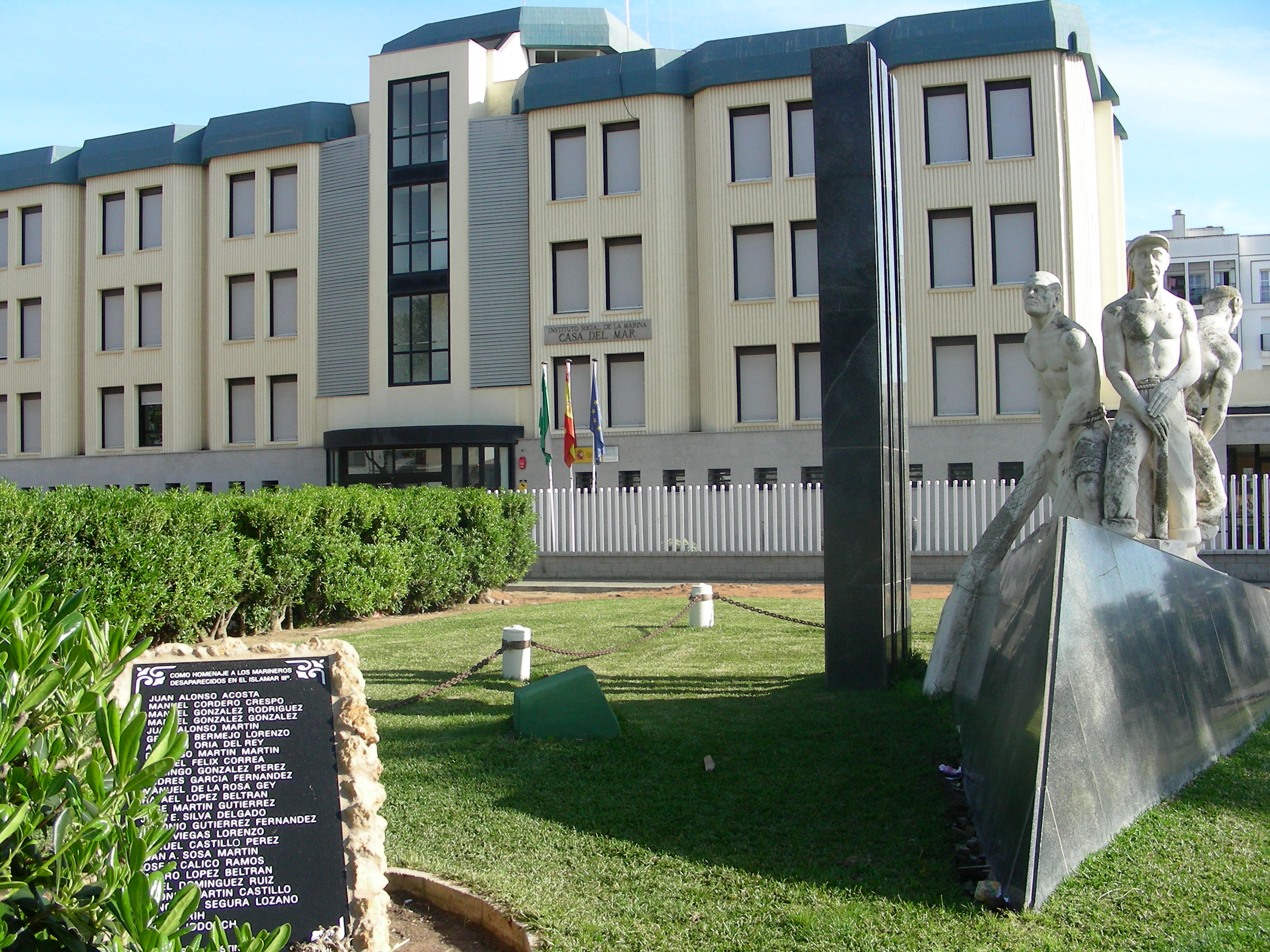
Monumento al marinero en Isla Cristina cuyo motivo es el desastre del Islamar III.

Islamar III (Islamar tercero), fue un buque de pesca sardinero de 30 metros de eslora, propiedad de Unión Salazonera Isleña (Usisa) y con base en el puerto de Isla Cristina (Huelva, España). En agosto de 1984 se hundió con 28 tripulantes a bordo, de los cuales solo sobrevivieron dos, considerado como el mayor naufragio de un barco pesquero en la historia reciente de España.

## Historia del hundimiento
El Islamar III salió a faenar el 28 de julio de 1984 y debía estar a las 6 de la mañana del siguiente sábado 11 de agosto en el puerto de Las Palmas de Gran Canaria. La ausencia del buque  en Punta de la Isleta, en Gran Canaria, donde debía estar el viernes para descargar, según conversación telefónica mantenida entre el patrón del buque y el encargado de la fábrica de harina de pescado Acirsa, hace saltar la alarma. A partir de entonces se inicia una desesperada búsqueda. 
La última localización conocida del buque fue a unas 120 millas de Las Palmas de Gran Canaria, aproximadamente a 15 millas de la costa de Marruecos, lugar donde se encontraba el pesquero cuando, algunos miembros de su tripulación mantuvieron contacto telefónico con familiares. A lo largo de la mañana del día 11 de agosto, un  día después de la desaparición, se sucedieron los más diversos comentarios sobre el paradero del barco, desde el hundimiento por un temporal al apresamiento por el Frente Polisario, aunque a última hora de la tarde cobraba fuerza la hipótesis de un apresamiento más por parte de la Armada marroquí. Esta última hipótesis cobró tanta fuerza, que  un representante de la propietaria del buque, salió hacia Marruecos a  la espera de poder confirmar a los familiares el estado de los tripulantes.
El Oliver, otro buque de la misma empresa, mantuvo dos conversaciones radiofónicas con el Islamar III, a las 19:00 y 20:00 horas de la tarde del 10 de agosto, siendo totalmente normal la comunicación. Unos minutos antes de las 11 de la noche, otro pesquero que se encontraba faenando en la zona escuchó por radio una conversación en la que alguien decía "dadnos whisky y coñac", expresión que abrió la posibilidad de que se tratase de un apresamiento. Por último, a la medianoche, el Oliver envió un nuevo mensaje al Islamar III, sin que ya se recibiera respuesta alguna.

## Rescate y recuperación de restos
A medida que pasaba el tiempo y se mantenía la falta de contacto y la ausencia de noticias del Islamar III de posibles apresamientos, se establecieron varios planes de actuación.
La Compañía Usisa había fletado otro barco sardinal, el Ilibel, en la madrugada del sábado, con el propósito de efectuar el mismo recorrido que debía realizar el Islamar III, aunque sin éxito en la búsqueda. Con la aparición de los primeros restos del barco las patrulleras españolas intensificaron las labores de búsqueda.
El pesquero congelador Nache, conocedor de la desaparición en la zona en que faenaba, a unas 70 millas (130 Kilómetros) al sur de Gran Canaria y a 60 de la costa africana, del pesquero isleño, divisó a las 18:55 horas unas redes y otros aparejos. La situación era 26.48 norte, 15.11 oeste, a 60 millas al sur donde se divisó al pesquero por última vez.
Se consiguió encontrar con vida dos únicos supervivientes. Uno de ellos a 60 millas (111 kilómetros) al sur del lugar donde se hundió el pesquero en la madrugada del viernes, a 110 millas (203 kilómetros) de la playa de Las Matillas, al norte de El Aaiún, lugar desde donde partió el Islamar III, rumbo a Las Palmas. El superviviente, José Martín Lozano, de 29 años, segundo patrón del Islamar III, natural de Isla Cristina, fue recogido del congelador por un helicóptero del SAR (Servicio Aéreo de Rescate) y trasladado al aeropuerto de Gando, en Las Palmas y de ahí a la residencia sanitaria Nuestra Señora del Pino donde se hospitalizó debido a diversas quemaduras de las que acabó recuperándose. El segundo superviviente, Pedro López Beltrán, perdió en el hundimiento a sus dos hermanos (Lázaro y Rafael). Ambos supervivientes estaban además relacionados con el Puerto de Isla Cristina, José con el cargo de guardamuelles y Pedro en la limpieza del puerto.

## Tripulantes

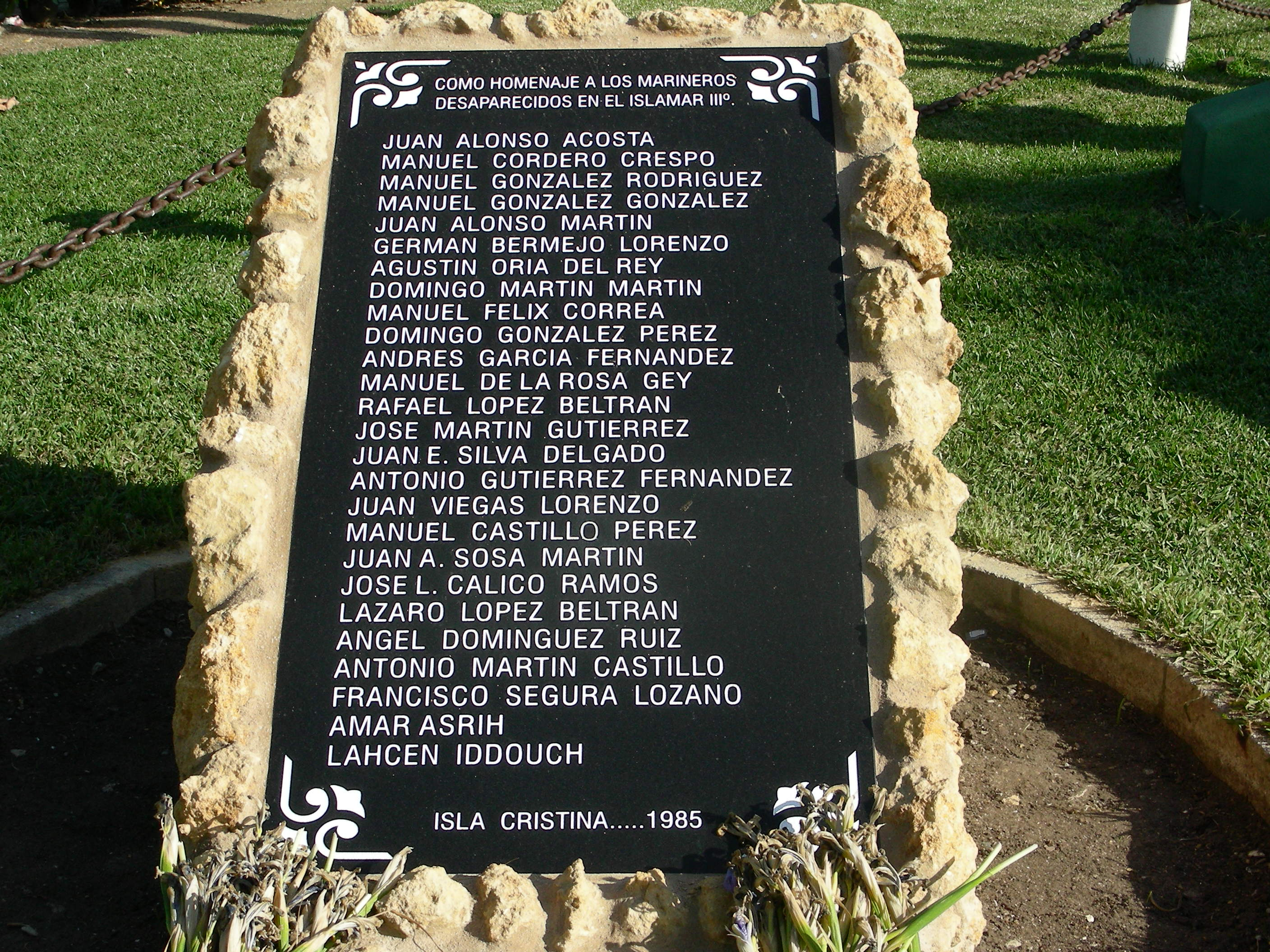
Placa en el monumento al marinero con los tripulantes fallecidos en el hundimiento del Islamar III.

La lista de tripulantes facilitada por los armadores es la siguiente:
- Juan Alonso Acosta, patrón de pesca.
- Francisco Segura Lozano, patrón de altura.
- José Martín Lozano, segundo patrón.
- Juan Alonso Martín, patrón de botes.
- Germán Bermejo Lorenzo, encargado de abiertas.
- Manuel Félix Correa, cocinero.
- Agustín Crías Rey, patrón de bote.
- Manuel González Rodríguez, segundo motorista.
- Domingo González Pérez, engrasador.
- Manuel González González, contramaestre.

Marineros:
- Domingo Martín Martín.
- Andrés García Fernández.
- Manuel de la Rosa Jaén.
- Juan Enrique Silva Delgado.
- Rafael López Beltrán.
- Juan Viegas Lorenzo.
- José Martín Gutiérrez.
- Antonio Gutiérrez Fernández.
- Manuel Castillo Pérez.
- Juan Antonio Sosa Martín.
- Antonio Martín Castillo.
- Lázaro López Beltrán.
- Pedro López Beltrán.
- Ángel Domínguez Ruiz.
- Manuel Cordero Crespo.
- José Coliso Ramos.
- Amar Asrih.
- Lainsen Iddouch.